# Westlicher Dinsendorferbach
Der Westliche Dinsendorferbach ist ein Nebenfluss der Mur und gehört damit zum Flusssystem der Donau. Er entspringt in Dinsendorf (Fohnsdorf) und mündet in die Pöls.